# Struktura českých hokejbalových soutěží
V Česku je Českomoravským svazem hokejbalu a regionálními svazy organizován systém dlouhodobých hokejbalových soutěží. Další tři významné regionální soutěže jsou pořádány nezávislými subjekty. Soutěže jsou provozovány až na jedinou výjimku systémem podzim/jaro v jehož závěru jsou vyhlašovány vítězné týmy.

## Muži
Soutěže mužů pořádané Českomoravským svazem hokejbalu jsou vertikálně organizovány v pěti úrovních. Postupy či sestupy mužstev mezi jednotlivými soutěžemi jsou řešeny aktuálně propozicemi pro daný ročník buď přímo nebo formou baráže. Mimo tuto strukturu je organizován Český pohár. Kromě toho existují na Českomoravském svazu nezávislé dlouhodobé soutěže a městské ligy.

### Hokejbalová extraliga mužů
Hokejbalová extraliga mužů je nejvyšší hokejbalovou soutěží v České republice. Je dvanáctičlenná a účastní se jej týmy z celého jejího území. Je organizována přímo Českomoravským svazem hokejbalu a dělí se na základní část a play-off. Její vítěz se stává mistrem České republiky. Účastníci v sezóně 2024/2025:
- Elba DDM Ústí nad Labem
- HBC Kladno
- HBC Pardubice
- HBC Hostivař
- HBC Hradec Králové 1988
- HBC Plzeň
- HBC Svítkov Stars Pardubice
- HBC Tygři Mladá Boleslav
- Hbk Karviná
- HC Kert Park Praha
- SK Hokejbal Letohrad
- TJ Snack Dobřany.

### 1. hokejbalová liga mužů
1. hokejbalová liga mužů je druhou nejvyšší soutěží v České republice. Je patnáctičlenná, v základní části rozdělená na divize Východ a Západ a účastní se jej týmy z celého jejího území. Je organizována přímo Českomoravským svazem hokejbalu a dělí se na základní část a play-off. Účastníci v sezóně 2024/2025:
- Ježci Heřmanův Městec
- HBC Enviform Třinec
- HBC Hostivař B
- HBC Malenovice (Zlín)
- HBC Nové Strašecí
- HBK Bulldogs Brno
- HBC Prachatice
- SK Pedagog České Budějovice
- SK Kelti 2008 (Beroun)
- SK Kometa Polička
- SK Suchdol nad Lužnicí
- TJ Blatná Datels
- TJ KOVO Praha
- TJ Lokomotiva Česká Třebová
- Vlčí smečka Ústí nad Labem

### 2. hokejbalová liga mužů
2. hokejbalová liga mužů je třetí nejvyšší soutěží v České republice. V sezóně 2023/2024 bylo hráno sedm regionálních skupin 2. národní ligy, ve kterých se počet týmů pohyboval mezi šesti a jedenácti. Jednotlivé skupiny jsou organizovány regionálními svazy hokejbalu a proto jsou považovány za nejvyšší regionální soutěže.

### Regionální liga
Regionální liga je čtvrtá nejvyšší soutěž v České republice. V sezóně 2023/2024 byla hrána pouze Pražská hokejbalová liga o desíti účastnících organizovaná Regionálním svazem hokejbalu Čechy - střed.

### Oblastní liga
Oblastní hokejbalová liga je pátou nejvyšší soutěží v České republice. V sezóně 2023/2024 byly hrány dvě regionální skupiny s devíti a čtrnácti účastníky. Jednotlivé skupiny jsou organizovány regionálními svazy hokejbalu.

### Český pohár
Český pohár je koncipován jako dlouhodobá soutěž, do které se mohou přihlásit mužské týmy ze všech soutěží, a je organizován Českomoravským svazem hokejbalu. Hraje se vyřazovacím způsobem, vždy jen vítěz postupuje do dalšího kola. Týmy z Extraligy a 1. ligy jsou do soutěže zařazovány později. Poslední čtyři zbývající týmy se utkávají na finálovém turnaji.

### Nezávislé dlouhodobé soutěže
Nezávislé nebo též neregistrované byly nebo jsou dlouhodobé soutěže pořádané organizacemi nezávislými na Českomoravském svazu hokejbalu. Mají svůj význam a tradici. Některé kluby nasazují své týmy jak do soutěží svazových, tak do soutěží nezávislých.
- Moravská hokejbalová liga byla organizována Brněnským hokejbalovým svazem a zanikla v roce 2018, kdy přešla pod Českomoravský svaz hokejbalu, a stala se z ní druholigová soutěž Morava jih.
- Moravskoslezská hokejbalová liga (do roku 2017 Ostravská hokejbalová liga) byla organizována sdružením Hokejbal Ostrava a zanikla v roce 2018, kdy přešla pod Českomoravský svaz hokejbalu, a stala se zní druholigová soutěž Morava sever.
- Oblastní neregistrovaná hokejbalová liga Liberec je organizována Hokejbalovým spolkem Liberec a v roce 2022 měla pět účastníků z oblasti Liberecka. Vzhledem k malému hřišti v Liberci se soutěž hraje v netradičním formátu 4 + 1.[1]

### Městské ligy
Městské ligy stály v první polovině devadesátých let u zrodu hokejbalových soutěží. V současné době jsou pořádány jednotlivými kluby obvykle v zimní či letní přestávce dlouhodobých soutěží a mají často dlouhodobou tradici. Mezi města, kde jsou pořádány patří např. Brno, Jindřichův Hradec, Přelouč, Třinec, Nižbor či Harfa liga v Praze.

## Ženy

### Liga žen
Jedinou celorepublikovou ženskou soutěží v zemi je Liga žen organizováno Českomoravským svazem hokejbalu. Do roku 2015 byla nejvyšší soutěž žen organizována jako jediný vícedenní turnaj pod názvem Mistrovství České republiky. Rozvoj ženského hokejbalu zapříčinil ve stejném roce jeho změnu na soutěž dlouhodobou hranou celoročně, název ale přetrval až do roku 2017, kdy se změnil na Ligu žen. Hraje se formou několika jednodenních turnajů z nichž se výsledky jednotlivých zápasů započítávají do tabulky základní části. Poslední turnaj je dvoudenní přičemž první den se dohrávají zbylé zápasy základní části a druhý je vyčleněn pro play-off. Hraje se formátem 5+1. Účastníci sezóny 2024/2025:
- HBC Pardubice
- HBC Plzeň-Litice
- HBC Prachatice
- HBC Svítkov Stars Pardubice
- HBC Enviform Třinec
- Panthers Kadaň
- SK Kelti 2008
- TJ Sršni Svitavy.

### Východočeský přebor žen open
Regionální svaz hokejbalu Východ organizuje Východočeský přebor žen open hraný ve formátu 3+1 na malé hřiště a to jako sérii turnajů, na které se mohou hlásit i mimoregionální a zahraniční účastníci. S Ligou žen není díky odlišnému formátu nijak provázaný, nepostupuje se ani nesestupuje, mohou se ho účastnit i týmy hrající Ligu žen.

## Junioři

### Extraliga juniorů
Junioři hrají pouze jednu soutěž a to Extraligu, která je organizovaná přímo Českomoravským svazem hokejbalu a dělí se na základní část a play-off. Od roku 2021 je základní skupina rozdělena na dvě územní divize Západ a Východ, týmy z těchto divizí se mezi sebou utkávají v následných fázích soutěže. Celkový vítěz získává titul Mistra České republiky.

## Dorost

### Extraliga dorostu
Dorost hraje pouze jednu soutěž a to Extraligu, která je organizována přímo Českomoravským svazem hokejbalu. Týmy jsou v základní části rozděleny do regionálních divizí, které jsou vytvořeny podle počtu do aktuálního ročníku přihlášených týmů. V sezóně 2022/2023 se jednalo o divize označené Západ a Východ. Z nich nejúspěšnější týmy postupují do nástavby v podobě postupných turnajů. Celkový vítěz získává titul Mistra České republiky.

## Starší žáci

### Liga starších žáků
Dlouhodobá část soutěže Ligy starších žáků je pořádána regionálními svazy v podobě základních skupin, z nichž nejúspěšnější týmy postupují do vícedenního finálového turnaje Mistrovství České republiky pořádaného Českomoravským svazem hokejbalu. V sezóně 2023/2024 se jednalo o čtyři základní skupiny. Celkový vítěz získává titul Mistra České republiky.

## Mladší žáci

### Mistrovství České republiky
Mistrovství České republiky je dobrovolná soutěž mladších žáků organizovaná Českomoravským svazem hokejbalu. Její součástí je několik jednodenních tzv. kvalifikačních turnajů, které určí postupující do finálového turnaje, jehož vítěz se stane držitelem titulu Mistr České republiky.

### Přebor mladších žáků
Přebor mladších žáků má formu série jednodenních turnajů pořádaných jednotlivými regionálními svazy, ve kterých se ale výsledky neevidují a nevyhlašují, a proto má soutěž spíše přípravný charakter.

## Přípravka

### Přebor přípravek
Přebor přípravek je pořádán formou série jednodenních turnajů organizovaných jednotlivými regionálními svazy. Tyto turnaje jsou dle rozhodnutí jednotlivých regionálních svazů hrány ve formátu 5+1 nebo minihokejbalu 3+1 případně kombinací obou. Výsledky nejsou evidovány a vyhlašovány.

## Minipřípravka

### Přebor minipřípravek
Přebor minipřípravek je pořádán formou série jednodenních turnajů ve formátu 3+1 organizovaných jednotlivými regionálními svazy. Výsledky nejsou evidovány a vyhlašovány.

## Mikropřípravka
Pro kategorii mikropřípravky jsou pořádány regionálními svazy jednodenní turnaje ve formátu 3+0 na malé branky. Výsledky nejsou evidovány a vyhlašovány.

## Doplňující informace
Moravskoslezských a jihomoravských dlouhodobých regionálních soutěží žáků a přípravek se mohou účastnit i slovenské kluby, které ale nemají právo postoupit do celorepublikových fází soutěží a získat titul Mistra České republiky.

## Hokejbal proti drogám
Českomoravským svazem hokejbalu je každoročně pořádána soutěž pro základní a střední školy, která je odehrávaná formou jednotlivých turnajů. Zúčastněné týmy se přes turnaje okresního a krajského kola kvalifikují na turnaj finálový.

## Sumarizace
V roce 2020 se výše jmenovaných soutěží účastnilo více než 137 mužských, 17 ženských, 13 juniorských, 18 dorosteneckých a 64 žákovských týmů což společně s týmy přípravkovými činí hokejbal jedním z nejmasovějších kolektivních sportů v České republice.

## Zajímavosti
- Tým HBC Enviform Třinec se v letech 2018 - 2019 účastnil slovenské extraligy.
- V roce 2020 byly z důvodu pandemie covidu-19 veškeré soutěže předčasně ukončeny a anulovány.
- V roce 2021 byly z důvodu pandemie covidu-19 soutěže přerušeny a po přerušení nahrazeny zkrácenými verzemi pohárového typu bez udělení titulu mistra České republiky.